# Hełmówka norweska
Hełmówka norweska (Galerina norvegica A.H. Smith) – gatunek grzybów należący do rodziny podziemniczkowatych (Hymenogastraceae).

## Systematyka i nazewnictwo
Pozycja w klasyfikacji według Index Fungorum: Galerina, Hymenogastraceae, Agaricales, Agaricomycetidae, Agaricomycetes, Agaricomycotina, Basidiomycota, Fungi.
Po raz pierwszy opisał go w 1964 roku Alexander Hanchett Smith wśród mchów torfowców w Norwegii. Wskazał holotyp. Polską nazwę nadał Władysław Wojewoda w 2003 r.

## Morfologia
Kapelusz
O średnicy 5–10 mm, u młodych okazów rozwarto stożkowaty, u starszych przechodzący w dzwonkowaty, higrofaniczny, półprzezroczyście prążkowany. Powierzchnia naga, ochrowa, płowa.
Blaszki
Dość rzadkie, szerokie, zbiegające, ochrowobrązowe. Ostrza strzępiaste.
Trzon
Wysokość 3–4 mm, grubość 1 mm, równy, u góry bladożółty i oprószony, dołem nieco ciemniejszy (po wysuszeniu), ze śladami, które mogą wskazywać na obecność cienkiej osłonki.
Cechy mikroskopowe
Bazydiospory 8–10 × 4–5 μm, w widoku z boku nieco nierównoboczne, w widoku od przodu prawie eliptyczne, gładkie, w KOH jasnobrązowe do ochrowobrązowych, z pogrubioną ścianą, bez widocznej pory rostkowej. Pleurocystyd brak. Cheilocystydy 50–70 × 5–8 μm, nitkowate lub z niewielką główką, często o powyginanych ścianach, szkliste lub rzadko wypełnione ochrowym pigmentem, cienkościenne. Trama kapelusza zbudowana ze strzępek inkrustowanych pigmentem, w KOH ochrowych. Obecne sprzążki.
Gatunki podobne
Dla hełmówki norweskiej charakterystyczne jest siedlisko oraz cechy mikroskopowe: mocno wydłużone cheilocystydy i małe, gładkie zarodniki.

## Występowanie i siedlisko
Podano stanowiska w Ameryce Północnej i Europie. W Polsce do 2003 r. jedyne stanowisko podali W. Wojewoda i inni w rezerwacie przyrody Bór na Czerwonem, w 2015 r. podano następne.
Naziemny saprotrof występujący na torfowiskach wśród mchów torfowców.